# Deutsche Unihockey-Mixedmeisterschaft 2008
Die deutsche Unihockey-Mixedmeisterschaft 2008 fand am 28. und 29. Juni 2008 in Leipzig (Sachsen) statt.

## Vorrunde

### Gruppe A
| Verein               | Sp | S | U | N | +  | -  | Pkt |
| -------------------- | -- | - | - | - | -- | -- | --- |
| Team Unihoc Chemnitz | 3  | 3 | 0 | 0 | 30 | 10 | 6   |
| RB Stuttgart         | 3  | 2 | 0 | 1 | 28 | 10 | 4   |
| SV 1919 Grimma       | 3  | 1 | 0 | 2 | 30 | 20 | 2   |
| CFC Leipzig          | 3  | 0 | 0 | 3 | 6  | 54 | 0   |

| Team Unihoc Chemnitz | 15 | – | 2 | CFC Leipzig | 28. Juni 2008 | 10:00 Uhr |

| RB Stuttgart | 8 | – | 3 | SV 1919 Grimma | 28. Juni 2008 | 10:50 Uhr |

| Team Unihoc Chemnitz | 5 | – | 1 | RB Stuttgart | 28. Juni 2008 | 13:20 Uhr |

| SV 1919 Grimma | 20 | – | 2 | CFC Leipzig | 28. Juni 2008 | 14:10 Uhr |

| SV 1919 Grimma | 7 | – | 10 | Team Unihoc Chemnitz | 28. Juni 2008 | 16:40 Uhr |

| CFC Leipzig | 2 | – | 19 | RB Stuttgart | 28. Juni 2008 | 17:30 Uhr |

### Gruppe B
| Verein                        | Sp | S | U | N | +  | -  | Pkt |
| ----------------------------- | -- | - | - | - | -- | -- | --- |
| SSC Leipzig                   | 3  | 3 | 0 | 0 | 35 | 17 | 6   |
| Wyker TB                      | 3  | 2 | 0 | 1 | 25 | 18 | 4   |
| 1. UC Oker Joker Braunschweig | 3  | 1 | 0 | 2 | 11 | 17 | 2   |
| SSF Bonn 05                   | 3  | 0 | 0 | 3 | 11 | 30 | 0   |

| 1. UC Oker Joker Braunschweig | 4 | – | 2 | SSF Bonn 05 | 28. Juni 2008 | 11:40 Uhr |

| SSC Leipzig | 10 | – | 9 | Wyker TB | 28. Juni 2008 | 12:30 Uhr |

| 1. UC Oker Joker Braunschweig | 3 | – | 9 | SSC Leipzig | 28. Juni 2008 | 15:00 Uhr |

| Wyker TB | 10 | – | 4 | SSF Bonn 05 | 28. Juni 2008 | 15:50 Uhr |

| Wyker TB | 6 | – | 4 | 1. UC Oker Joker Braunschweig | 28. Juni 2008 | 18:20 Uhr |

| SSF Bonn 05 | 5 | – | 16 | SSC Leipzig | 28. Juni 2008 | 19:10 Uhr |

## Platzierungsspiele Plätze 5–9

### Spiel um Platz 7
| CFC Leipzig | 0 | – forfait | 5 | SSF Bonn 05 | 29. Juni 2008 | 11:15 Uhr |

### Spiel um Platz 5
| SV 1919 Grimma | 13 | – | 3 | 1. UC Oker Joker Braunschweig | 29. Juni 2008 | 12:15 Uhr |

## Finalrunde

### Halbfinale
| Team Unihoc Chemnitz | 9 | – | 4 | Wyker TB | 29. Juni 2008 | 09:00 Uhr |

| SSC Leipzig | 12 | – | 4 | RB Stuttgart | 29. Juni 2008 | 10:00 Uhr |

### Kleines Finale
| Wyker TB | 4 | – | 15 | RB Stuttgart | 29. Juni 2008 | 13:30 Uhr |

### Finale
| Team Unihoc Chemnitz | 5 | – n. V. | 6 | SSC Leipzig | 29. Juni 2008 | 14:30 Uhr |

## Endstand
| Mixedmeisterschaft 2008 | Mixedmeisterschaft 2008       |
| ----------------------- | ----------------------------- |
| Platz 1                 | SSC Leipzig                   |
| Platz 2                 | Team Unihoc Chemnitz          |
| Platz 3                 | RB Stuttgart                  |
| Platz 4                 | Wyker TB                      |
| Platz 5                 | SV 1919 Grimma                |
| Platz 6                 | 1. UC Oker Joker Braunschweig |
| Platz 7                 | SSF Bonn 05                   |
| Platz 8                 | CFC Leipzig                   |